# Autoportrait au Christ jaune
Portrait de l'artiste au Christ jaune
L'Autoportrait au Christ jaune, ou Portrait de l'artiste au Christ jaune, est un tableau que Paul Gauguin réalise en 1890-1891 à Pont-Aven. Gauguin s'y représente entre son Christ jaune qu'il a peint l'année précédente et une poterie à son effigie en « grotesque ». Ce tableau est conservé au musée d'Orsay, à Paris.

## Historique
Lorsque Paul Gauguin commence cette toile, cela fait deux ans qu'il est à Pont-Aven, en Bretagne. Il y a peint notamment le Christ jaune en 1889.
Il peint son Autoportrait au Christ jaune en 1890 ou 1891, peu avant de partir pour Tahiti.
Dans cette œuvre, Gauguin réalise son projet de faire un triple autoportrait, en partie inversé : son propre portrait, central, est inversé ; le Christ jaune, lui aussi inversé, reprend les traits de Gauguin ; le troisième élément représente un pot à tabac à son effigie, en tête de « grotesque ».
Elle fait partie des quelques toiles à thématique religieuse de cette période, qui se distinguent et constituent selon Manuel Jover le « noyau originel du symbolisme en peinture », comprenant notamment le Christ jaune, le Christ vert et cet Autoportrait au Christ jaune.
Le tableau figure d'abord dans la collection de Daniel de Monfreid (1856-1929), ami de Gauguin. Il est dans la galerie d'Ambroise Vollard en 1902, et passe en 1903 dans la collection du peintre Maurice Denis. L'œuvre est achetée en 1994 par les Musées nationaux français avec l'aide financière de Philippe Meyer et d'un mécénat japonais, et attribuée au musée d'Orsay où elle figure encore au XXIe siècle.

## Description
Le tableau est une huile sur toile, d'une dimension de 38 cm de haut sur 46 de large.
Sur ce triple autoportrait de Gauguin, son tableau Le Christ jaune figure en partie gauche, inversé, avec les traits de l'artiste et inclinant la tête vers lui, avec le bras étendu au-dessus de la tête de Gauguin, comme dans un geste protecteur. 
Au centre, l'artiste se représente de trois quarts face, le regard fixe vers le spectateur, montrant à la fois le poids de sa souffrance et de ses difficultés, et sa détermination à suivre la voie artistique. 
En partie droite figure un pot anthropomorphe qui représente l'artiste en « grotesque ». De couleur rouge, il s'oppose au jaune du Christ de la partie gauche. Il est posé sur une étagère, avec son visage grimaçant ; Gauguin le décrit comme la « tête de Gauguin le sauvage ».

## Postérité
L'Autoportrait au Christ jaune de Gauguin est approprié en 2004 par le peintre péruvien Herman Braun-Vega dans son tableau Notre ancêtre le Gaulois (Gauguin) dont le titre évoque le choc culturel accompagnant le contexte colonial dans lequel Gauguin a vécu.